# Guiñol

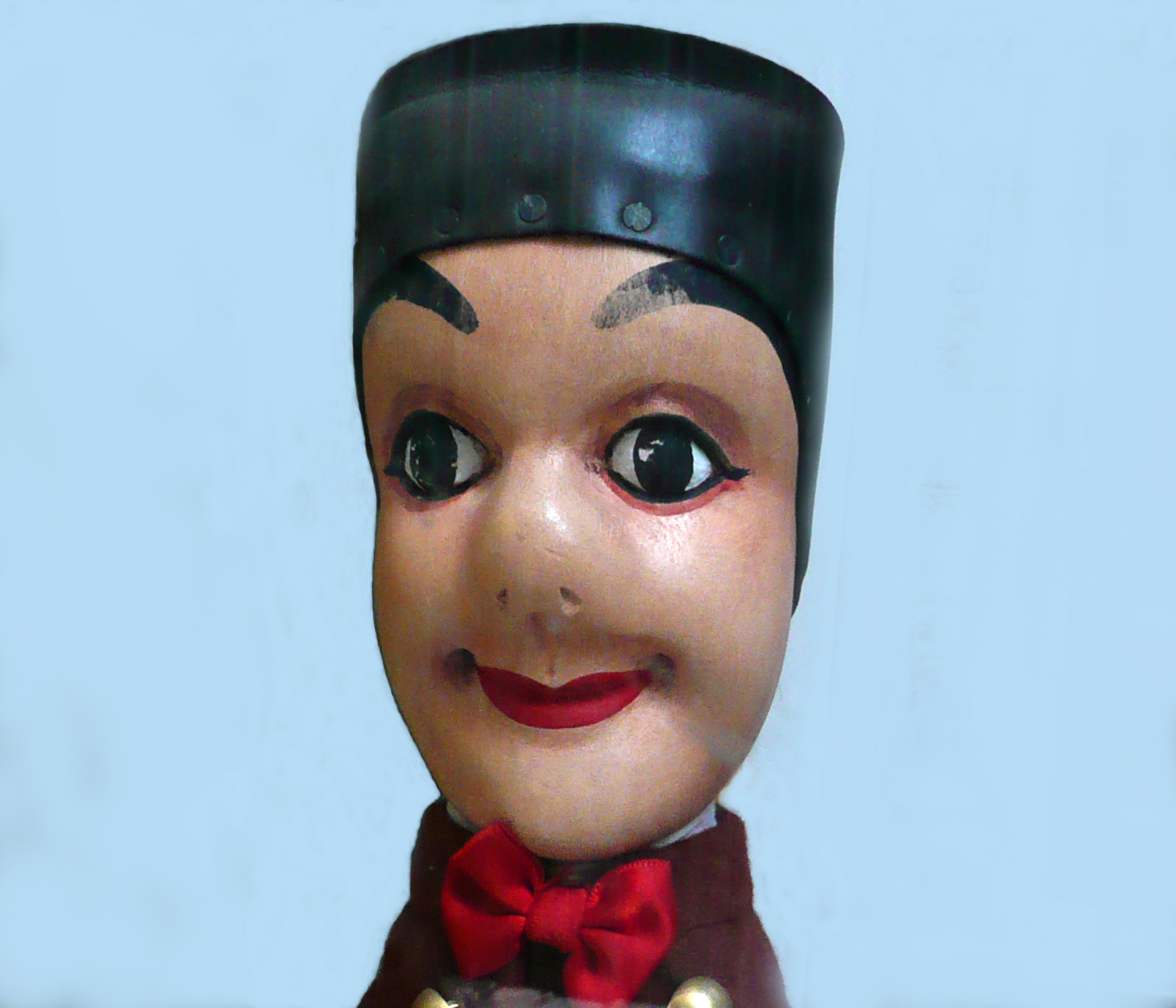
El personaje lionés Guignol.

Guiñol (Guignol en francés) es un títere de guante creado en Lyon a comienzos del siglo XIX. Está considerado el muñeco más popular de Francia y su fama ha invadido el espacio y la identidad de títeres mucho más antiguos que él, hasta el punto de que en el lenguaje popular, al teatro de títeres y marionetas en ocasiones se le llama «teatro de guiñol», sobre todo en Hispanoamérica.
Celebró su bicentenario en 2008.

## Historia
El origen de Guiñol, como personaje de la historia de los títeres, "no es marginal ni oscuro", como ocurría con el italiano Pulcinella y el inglés Punch. Guiñol es un joven y sonriente obrero lionés, amable, rebelde pero de buen corazón que, felizmente casado, se ríe de todo y hace de la amistad su mejor estandarte. Hijo de obreros, su existencia está ligada a su supuesto y probable creador, Laurent Mourguet, lionés nacido en 1769 y casado con Jeanne Esterle en 1788 que, siguiendo las investigaciones de Paul Fournel, en 1797, montó un negocio de sacamuelas gratuito que le servía para vender ungüentos y medicinas. Se le atribuye la astuta ocurrencia de montar un teatrillo de títeres para atraer y distraer a la clientela. Funcionó la idea, y en 1804 el sacamuelas se había convertido en próspero titiritero, con un público habitual de obreros y burgueses, tanto niños como adultos, en el inestable ambiente de la industria textil sedera lionesa. Entretanto, y de fondo, el último rey francés daba paso a la Revolución y ésta, a su vez, a Napoleón, que acabaría emperador, como Carlomagno.
Mientras, en el taller titiritero de los Mourguet, la empresa crecía con la incorporación a la compañía del violinista Grégorie Ladré, conocido en el barrio como "Père Thomas". Algunos estudiosos aventuran que el personaje de Gnafron, amigo entrañable de Guiñol, nació como homenaje de Mourguet a "Père Thomas" (lo que supondría que sería Gnafron y no Guiñol el primer personaje lionés del teatrillo). También pudo ocurrir que los muñecos se creasen innominados, y que tras la muerte de Mourguet, sus hijos les bautizasen para etiquetar convenientemente el producto, con vistas a la difusión del negocio y la marca. Lo cierto es que los títeres de tela y pasta que se conservan en el Museo Internacional de la marioneta de Lyon, y que se consideran originales creados por la familia Mourguet, muestran escasas diferencias tipológicas entre Guiñol y Gnafrón. Similares vaguedades acompañan al posible origen del nombre. Fournel, barajando hechos con documentos concluye que no hubo un Teatro Guiñol con ese título, en Lyon, antes de 1838, aunque acepta que el personaje podría existir ya desde 1815 o 1820. Diversas teorías más legendarias que científicas atribuyen la ocurrencia del nombre «guignol» a un espectador que, viendo al muñeco recién creado aparecer en escena por primera vez, gritó «¡C'est guignolante!» (sinónimo de "gracioso", "bufonesco" o "rídículo"). A Mourguet le gustó el término y bautizó así a su nuevo títere. Otros dan como razón la existencia real de un tal Jean Guignol, vecino de Lyon en esa época. En 1927, Jean Toneli apostó por un personaje cómico que con ese nombre figura en el «dramatis personae» de la obra de Dorvigny titulada Nitouche et Guignolet.
Papá Mourguet murió en 1844, pero su familia mantuvo el negocio e inmortalizó la tradición y la dramaturgia del muñeco lionés; La empresa familiar continúa activa en el inicio del siglo XXI.

## Puesta en escena, argumento y personajes
Los primeros personajes del teatro de títeres de Mourguet fueron tradicionales muñecos de la tipología de Polichinela y sus hermanos europeos (los sencillos y populares «burattini», herederos del teatro de máscaras de la Comedia del Arte). Más tarde, hacia 1808, y con ocasión de unas representaciones en una inclusa, se ha supuesto el nacimiento del personaje Guiñol o canut Guignol, aunque otros estudios proponen que otro personaje de la troupe lionesa, conocido como Gnafron, también obrero textil, había sido creado por Papá Mourguet con anterioridad. 
Los tejedores convertidos en títeres lucen su blusón azul y pañuelo anudado al cuello; Guiñol se distingue por su bonete y una fina trenza, y su mujer, Madelon, lleva un pañuelo a la cabeza. El personaje que cierra el trío, Gnafron, es un zapatero borrachín que se distingue por su delantal de cuero y, ocasionalmente, por una gorra de seda. Los malos de la historia son el juez y el gendarme. La representación termina siempre con los garrotazos que Guignol y sus compañeros dan a los representantes de la ley y el orden, para deleite del público.